# Malacoceros divisus
Malacoceros divisus är en ringmaskart som beskrevs av Anne D. Hutchings och Rainer 1979. Malacoceros divisus ingår i släktet Malacoceros och familjen Spionidae. Inga underarter finns listade i Catalogue of Life.